# Pożytek ze smoka
Pożytek ze smoka i inne opowiadania – zbiór opowiadań Stanisława Lema wydany nakładem Polskiego Towarzystwa Wydawców Książek w roku 1993. W tej antologii po raz pierwszy ukazały się drukiem zwartym w Polsce opowiadania: Zagadka (napisane w 1980 roku) oraz Pożytek ze smoka (z 1983 roku). Zbiór zawiera również wstęp napisany przez autora.

## Spis utworów
- Zagadka (pierwodruk w tłum. na jęz. niemiecki: Das Rätsel, 1981; Das Rätsel(inne języki))
- Prawda (po raz pierwszy w zbiorze opowiadań Niezwyciężony i inne opowiadania z 1964)
- Sto trzydzieści siedem sekund (po raz pierwszy w zbiorze opowiadań Maska z 1976)
- Przyjaciel (po raz pierwszy w zbiorze opowiadań Inwazja z Aldebarana z 1959)
- Ciemność i pleśń (po raz pierwszy w zbiorze opowiadań Inwazja z Aldebarana z 1959)
- Albatros (z cyklu Opowieści o pilocie Pirxie, po raz pierwszy w zbiorze opowiadań Inwazja z Aldebarana z 1959)
- Młot (po raz pierwszy w zbiorze opowiadań Inwazja z Aldebarana z 1959)
- Ze wspomnień Ijona Tichego – I (po raz pierwszy w zbiorze Księga robotów z 1961)
- Ananke (z cyklu Opowieści o pilocie Pirxie, po raz pierwszy w zbiorze opowiadań Bezsenność z 1971)
- Pożytek ze smoka (z cyklu Ze wspomnień Ijona Tichego, pierwodruk w tłum. na jęz. niemiecki: „Metall”, 1983, pt. Vom Nutzen des Drachen)

Tytułowy utwór Pożytek ze smoka opowiada o wizycie Ijona Tichego na planecie Abrazji. Nie jest to – wzorem opowiadań z Dzienników gwiazdowych – numerowana Podróż, podobnie jak nie ma adnotacji w tytule, że stanowi część cyklu Ze wspomnień Ijona Tichego. Ze względu na tematykę, styl i osobę bohatera opowiadanie można zaliczyć jednak do cyklu Ze wspomnień....
Abrazja to planeta w gwiazdozbiorze Wieloryba, na której, prócz mieszkańców licznych państw mieszka też smok (choć do smoka nie podobny). Duża część gospodarki tych krajów (skupionych w Związku Współpracy Ekonomicznej) nastawiona jest na dokarmianie smoka, w zamian za raczej wątpliwe korzyści. Istnieją też różne placówki badawcze smoka i oceniające skutki jego obecności (URSS – Urząd Regulacji Skutków Smoka). Smok tylko je i rośnie, ale jakiekolwiek głosy mówiące o tym, by przestać go karmić, napotykają silną krytykę. Główne  argumenty przeciw opierają się na fakcie, że przemysł i nauka związana ze smokiem (z którego nie ma nic w zamian), dają zatrudnienie i napędzają gospodarkę.
Opowiadanie to powstało w 1983 i nie było wówczas publikowane w Polsce. Zawierało oczywiste odniesienia do ówczesnej sytuacji politycznej ZSRR i jego krajów satelickich.
Opowiadanie kończy się słowami:

PS. Mówią, że smok się rozpadł na smoczki, ale ich apetyt wcale się nie zmniejszył.

Dopisek ten powstał już po roku 1991 i rozpadzie ZSRR.